# Gagrellula niasensis
Gagrellula niasensis is een hooiwagen uit de familie Sclerosomatidae.